# Leptachirus polylepis
Leptachirus polylepis är en fiskart som beskrevs av Randall 2007. Leptachirus polylepis ingår i släktet Leptachirus och familjen tungefiskar. Inga underarter finns listade i Catalogue of Life.